# 이사늪

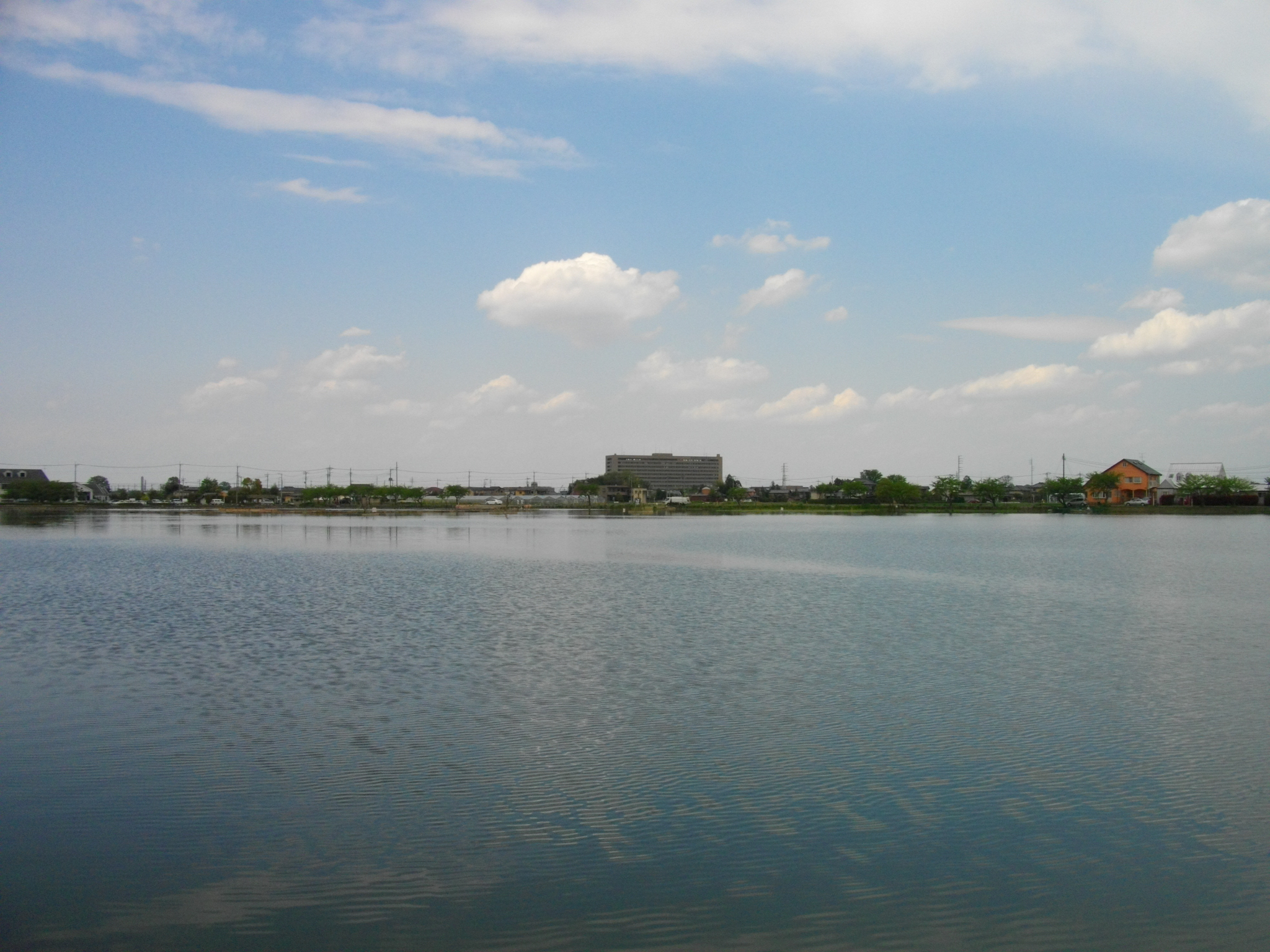
伊佐沼

이사늪(일본어: 伊佐沼 이사누마[*])은 사이타마현 가와고에시 동부에 위치한 늪이다. 크기는 남북 약 1300 미터, 동서 약 300 미터다.
자연늪으로서 사이타마현내 최대이며, 관동지방 전체에서도 인바늪 다음으로 넓은 늪이다. 남북조시대 문화연간에 후루오타니(古尾谷)씨의 가신 이사(伊佐)씨가 늪을 정화해 저수지로 만들었다고 전해지며, 이후 이사늪이라고 불리게 되었다고 한다. 전전시대에는 현재의 두 배 넓이였지만 식량증산을 위해 간척이 이루어져 면적이 감소했다. 쇼와 초기까지는 신가시강의 원류였지만 하천개수 이후 아카마강이 신가시강의 원류가 되었고 이사늪은 현재는 신가시강의 지류인 쿠쥬강의 원류가 되었다. 아카마강 분단으로 인해 주요 유입하천이 없어졌고, 이루마강에서  물을 끌어온 이사늪 대용수로가 유입된다.
사계절 내내 떡붕어・붕어・잉어 낚시를 즐길 수 있다. 초봄에는 벚나무 가로수, 6월 하순에서 7월 초순에서는 연꽃이 절정에 달한다.
늪 서쪽으로 카와고에시에서 관리하는 이사늪 공원이 정비되어 있다. 공원에는 모험의 숲(필드 애슬래틱), 아외음악당, 광장 등이 있다. 늪 주위로는 한 바퀴 2.4 킬로미터의 산책로가 정비되어 있어 현립 카와고에고등학교 운동부의 달리기 장소 등으로 활용된다. 여름에는 소에도 카와고에 불꽃놀이가 이사늪 공원과 아이나 친수공원 사이에 번갈아가며 개최된다.